# 노중례
노중례(盧重禮, ? ~ 1452년)는 조선 중기의 의학자이다. 한의학에 권위가 있었으며 특히 부인과에 밝았다. 세종 때 유효통과 함께 정리한 최초의 약용 식물학 서적인 《향약 채집월령》을 지었는데, 식물 이름을 한글로 적어 쉽게 약으로 쓸 수 있도록 하였다. 전의감정이 되어 명에 왕래하면서 유호통·박윤덕 등과 더불어 《신증 향약집성방》4권을 편찬하여 한약계에 크게 공헌하였다. 저서로 《의방유취》, 《태산요록》등이 있다.